# Coryptilum klugii
Coryptilum klugii är en fjärilsart som beskrevs av Philipp Christoph Zeller 1839. Coryptilum klugii ingår i släktet Coryptilum och familjen äkta malar. Inga underarter finns listade i Catalogue of Life.